# Game of Familia: Kazoku Senki
Game of Familia: Kazoku Senki (ゲーム オブ ファミリア-家族戦記- Gēmu Obu Famiria -Kazoku Senki-?) es una serie de manga japonesa escrita por Mikoto Yamaguchi e ilustrada por D.P. Comenzó a publicarse en la revista Monthly Dragon Age de Fujimi Shobō en mayo de 2018.

## Contenido de la obra

### Manga
Escrita por Mikoto Yamaguchi e ilustrada por D.P, Game of Familia: Kazoku Senki comenzó a serializarse en la revista Monthly Dragon Age de Fujimi Shobō el 9 de mayo de 2018. Sus capítulos individuales se han recopilado en catorce volúmenes tankōbon hasta la fecha.
La serie está licenciada en América del Norte por Yen Press.

#### Lista de volúmenes
| Volúmenes de manga publicados | Volúmenes de manga publicados | Volúmenes de manga publicados |
| Número                        | Fecha de lanzamiento          | ISBN                          |
| ----------------------------- | ----------------------------- | ----------------------------- |
| 1                             | 9 de octubre de 2018          | ISBN 978-4-04-072912-1        |
| 2                             | 9 de abril de 2019            | ISBN 978-4-04-073135-3        |
| 3                             | 9 de octubre de 2019          | ISBN 978-4-04-073358-6        |
| 4                             | 9 de marzo de 2020            | ISBN 978-4-04-073500-9        |
| 5                             | 7 de agosto de 2020           | ISBN 978-4-04-073767-6        |
| 6                             | 9 de febrero de 2021          | ISBN 978-4-04-073980-9        |
| 7                             | 6 de agosto de 2021           | ISBN 978-4-04-074206-9        |
| 8                             | 9 de marzo de 2022            | ISBN 978-4-04-074455-1        |
| 9                             | 9 de agosto de 2022           | ISBN 978-4-04-074674-6        |
| 10                            | 9 de febrero de 2023          | ISBN 978-4-04-074866-5        |
| 11                            | 8 de septiembre de 2023       | ISBN 978-4-04-075126-9        |
| 12                            | 9 de febrero de 2024          | ISBN 978-4-04-075315-7        |
| 13                            | 8 de agosto de 2024           | ISBN 978-4-04-075553-3        |
| 14                            | 7 de febrero de 2025          | ISBN 978-4-04-075795-7        |

### Otros
En conmemoración del lanzamiento del cuarto volumen de la serie, en marzo de 2020 se lanzaron tres comerciales protagonizados por la cosplayer Iori Moe.

## Recepción
En febrero de 2024, la serie tenía más de 1 millón de copias en circulación.